# 特雷弗·R·布赖斯
特雷弗·R·布赖斯（/braɪs/，1940年—）是一位澳大利亚历史学家，昆士兰大学教授，专攻赫梯学，1989年当选澳洲人文學院院士，主要作品有入选牛津通识读本的《巴比伦尼亚》（Babylonia）等。